# Anglo Irish Bank
O Anglo Irish Bank (Banc Angla-Éireannach, em irlandês) é um banco sediado na Irlanda, e seu centro de operações está sediado em Dublin. A empresa atua principalmente em negócios e comércio bancário, o que limita a presença do banco somente a grandes cidades irlandesas. O banco também tem divisões de gerenciamento de recursos e de tesouro. O Anglo Irish tem operações na Áustria, Suíça, Reino Unido, Estados Unidos e na Ilha de Man. O banco lucrou 1,2 bilhões de euros no ano fiscal de 2007. A empresa tem uma grande tendência para a realização de empréstimos no setor imobiliário, com a maior parte de seus 72 bilhões de euros disponíveis para empréstimos sendo usados para construtores e outros proprietários de imóveis. Com a crise imobiliária na Irlanda em 2008, o banco foi grandemente afetado.
Em dezembro de 2008, o governo da Irlanda anunciou planos de injetar 1,5 bilhões de euros para apoiar o banco durante a crise. O governo irlandês passou a controlar 75% das ações do banco, o que, de fato, tornou o banco estatal. Em 15 de janeiro de 2009, o governo irlandês anunciou que a recapitalização do banco não era mais viável, e nacionalizou oficialmente totalmente o banco. As bolsas de valores de Dublin e de Londres suspenderam imediatamente o comércio de ações do Anglo Irish Bank, e cada ação do banco fechou em 0,22 euros, uma queda de mais de 98% comparado com o valor mais alto que essas ações já alcançaram. No dia seguinte, o Taoiseach, o líder do governo da Irlanda, Brian Cowen, declarou que a nacionalização e a queda consequente do preço das ações foi apenas "uma transação comercial normal" no banco, e que as pessoas devem estar asseguradas de que o banco é solvente, não indestrutível. Uma nova diretoria está para ser posta em poder, com Donal O'Connor como diretor-geral.

## História
- 1964 – O Anglo Irish Bank foi fundado em Dublin.
- 1971 – O banco foi listado pela primeira vez numa bolsa de valores.
- 1988 – O Anglo Irish adquire o Irish Bank of Commerce (Banco do Comércio Irlandês).
- 1995 – O banco adquire a Royal Trust Bank (Áustria), um banco com mais de 100 anos de história, do Royal Bank of Canada, e mudou o nome do banco austríaco para Anglo Irish Bank (Áustria). O Anglo Irish também adquiriu um portfólio de empréstimo do Allied Dunbar.
- 1996 – O Anglo Irish adquire o Ansbacher Bankers, que tinha sido fundado em Dublin em 1950.
- 1998 – O banco adquire o Crédit Lyonnais (Áustria), e o fundiu com as suas operações na Áustria.
- 1999 – O Anglo Irish adquire o Smurfit Paribas Bank, um empreendimento em conjunto que o Banque Paribas tinha ajudado fundar em 1983. O Anglo Irish também trouxe um portfólio de empréstimo do HypoVereinsbank.
- 2001 – O Anglo Irish adquire o Banque Marcuard Cook & Cie. em Genebra, Suíça, e o renomeou para Anglo Irish Bank (Suíça)
- 2007 – Em janeiro daquele ano, Seán Quinn comprou 5% das ações do Anglo Irish Bank por 750 milhões. Em julho de 2008, Quinn converteu os investimentos do banco para ações ordinárias, aumentando a participação de sua família para 15%.
- 2008 – Em dezembro, FitzPatrick, o diretor-geral, e Drumm, o CEO, renunciam.
- 2009 – O governo da Irlanda nacionaliza o Anglo Irish Bank. Com isso, a Bolsa de Valores da Irlanda e de Londres retiraram a instituição dos negócios nessas bolsas de valores. Em 19 de janeiro de 2009, a toda a diretoria renuncia para permitir ao governo para que apontasse uma nova diretoria. Há evidências de que os membros da diretoria faziam parte de um então chamado Círculo Dourado.

### Escândalo dos empréstimos a diretores
O diretor-geral, Sean FitzPatrick, o CEO, David Brumm, e o diretor, Lars Bradshaw, renunciam em dezembro de 2008, logo após a revelação do escândalo. FitzPatrick e Bradshaw tinham tomado empréstimos do banco com o objetivo de comprar ações do próprio banco. Entre 2000 e 2008, FitzPatrick transferiu os empréstimos para outro banco antes da auditoria de final de ano, e assim sendo, os "empréstimos para diretores" eram encobertos. Em 2008, os empréstimos para FitzPatrick e Bradshaw chegaram a 87 milhões de euros; com as transferências para outros bancos, o valor dos empréstimos ficou, falsamente, em 40 milhões de euros, ao invés dos 150 milhões brutos. O Regulador Financeiro revelou que ficou informado sobre os problemas com os empréstimos do Anglo Irish Bank após uma inspeção mais anteriormente em 2008. O regulador disse que "Enquanto não aparecia alguma coisa ilegal em relação a estes empréstimos, o Regulador Financeiro tinha observado que as práticas envolvendo estes empréstimos não eram apropriadas. Como resultado, continuamos a monitorar isto, e como parte deste processo, avisamos o Anglo-Irish Bank para se assegurar que estes empréstimos estavam realmente relatados para o fechamento do ano de 2008." O Regulador Financeiro renunciou sob a pressão de fazer isto.